# Lisztes amazon
A lisztes amazon (Amazona farinosa), korábban molnáramazon a madarak osztályának papagájalakúak (Psittaciformes)  rendjébe, a papagájfélék (Psittacidae) családjába és az araformák (Arinae) alcsaládjába tartozó faj.

## Előfordulása
Belize, Bolívia, Brazília, Kolumbia, Costa Rica, Ecuador, Francia Guyana, Guatemala, Guyana, Honduras, Mexikó, Nicaragua, Panama, Peru, Suriname és Venezuela területén honos.

## Alfajai
- Amazona farinosa guatemalae
- Amazona farinosa virenticeps
- Amazona farinosa farinosa

## Megjelenése
Magassága 38-40 centiméter, testtömege 540–700 gramm. Alapszíne zöld, háta olyan, mintha liszttel szórták volna be; erről kapta magyar nevét is. Feje tetején egyedenként változó méretű sárga folt van. Szárnyszegélye vörös, sárgászöld foltokkal; szárnytükre vörös. Az amazonpapagájok közül az egyik legnagyobb faj.
|  |

## Életmódja
Kisebb csapatokban magokkal, gyümölcsökkel és virágokkal táplálkozik.

## Szaporodása
Nagyon magas fák odvaiba fészkel. Fészekalja 2-3 tojásból áll, melyen a tojó 24-25 napig kotlik. A fiókák kirepülési ideje 60-65 nap.